# Comuna de Rzeczyca
Rzeczyca (polaco: Gmina Rzeczyca) é uma gminy (comuna) na Polónia, na voivodia de Lodz e no condado de Tomaszowski (łódzki). A sede do condado é a cidade de Rzeczyca.
De acordo com os censos de 2004, a comuna tem 5041 habitantes, com uma densidade 46,6 hab/km².

## Área
Estende-se por uma área de 108,29 km², incluindo:
- área agricola: 75%
- área florestal: 17%

## Demografia
Dados de 30 de Junho 2004:
|                      | Total   | Total | Mulheres | Mulheres | Homens  | Homens |
| -------------------- | ------- | ----- | -------- | -------- | ------- | ------ |
|                      | pessoas | %     | pessoas  | %        | pessoas | %      |
| População            | 5041    | 100   | 2441     | 48,4     | 2600    | 51,6   |
| Densidade (pop./km²) | 46,6    | 100   | 22,5     | 22,5     | 24      | 24     |

De acordo com dados de 2002, o rendimento médio per capita ascendia a 1398,38 zł.

## Subdivisões
- Bartoszówka, Bobrowiec, Brzeg, Brzozów, Glina, Grotowice, Gustawów, Jeziorzec, Kanice, Kawęczyn, Lubocz, Łęg, Roszkowa Wola, Rzeczyca, Sadykierz, Wiechnowice, Zawady.

## Comunas vizinhas
- Cielądz, Czerniewice, Inowłódz, Nowe Miasto nad Pilicą, Odrzywół, Poświętne